# جوشوا هارتو
جوشوا هارتو (بالإنجليزية: Joshua Harto) مواليد 9 يناير 1979 في فيرجينيا الغربية، الولايات المتحدة، هو ممثل أمريكي بدأ مسيرته الفنية عام 1996.

## الأعمال
- 2008: فارس الظلام (الدور: كولمان ريس)

## وصلات خارجية
- جوشوا هارتو على موقع IMDb (الإنجليزية)
- جوشوا هارتو على موقع ألو سيني (الفرنسية)
- جوشوا هارتو على موقع أول موفي (الإنجليزية)
- جوشوا هارتو على موقع قاعدة بيانات الأفلام السويدية (السويدية)
- جوشوا هارتو على موقع قاعدة بيانات الفيلم (الإنجليزية)
- جوشوا هارتو على موقع كينوبويسك (الروسية)